# Blechnum wolamense
Blechnum wolamense là một loài dương xỉ trong họ Blechnaceae. Loài này được Cuf. mô tả khoa học đầu tiên năm 1969.
Danh pháp khoa học của loài này chưa được làm sáng tỏ. 